# Schweinebach (Maierhöfen)
Schweinebach (westallgäuerisch: Schwinəbach) ist ein Gemeindeteil der Gemeinde Maierhöfen im bayerisch-schwäbischen Landkreis Lindau (Bodensee).

## Geographie

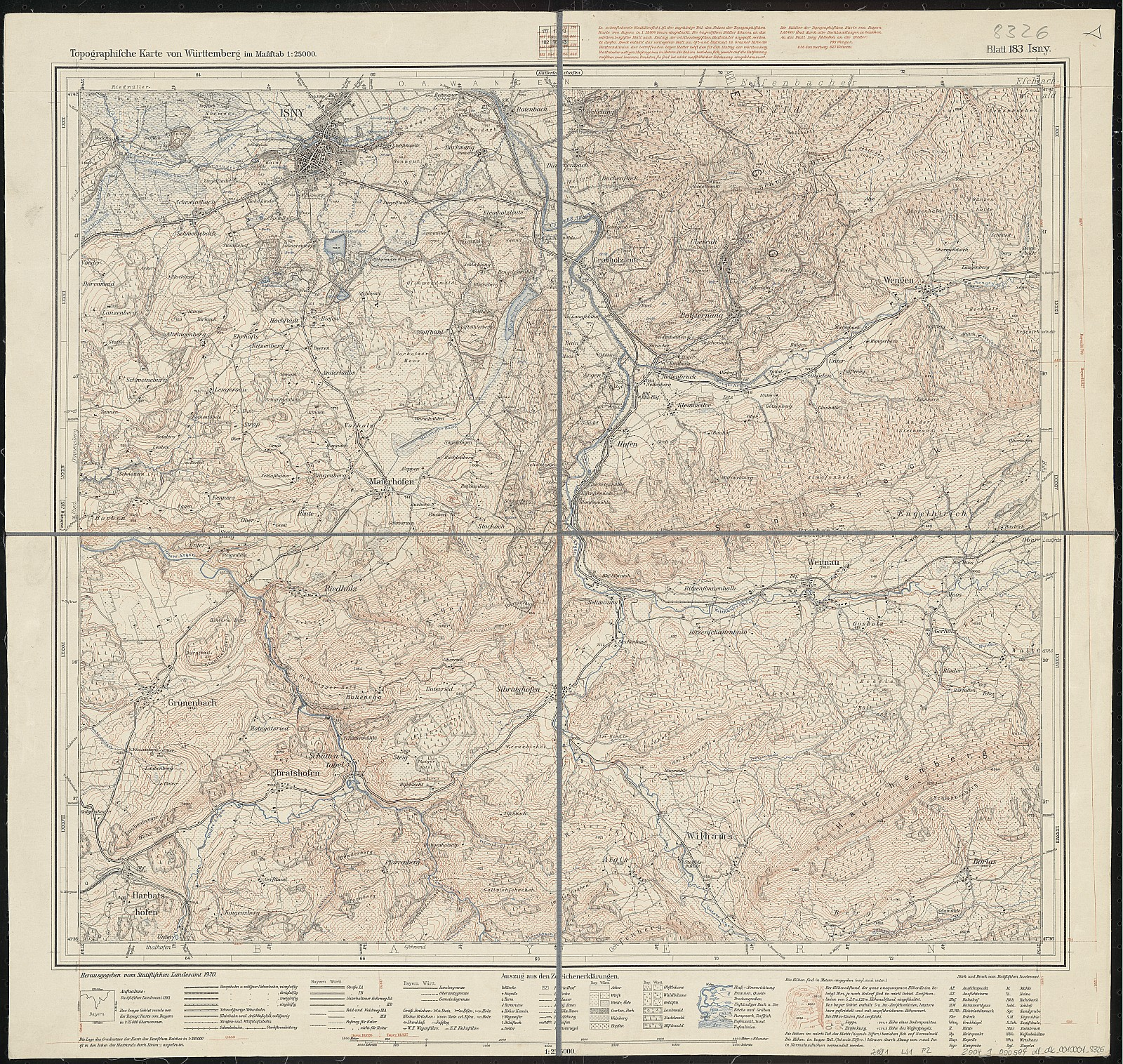
Messtischblatt Nr. 8326 „Isny“ von 1920 mit dem Wohnplatz Schweinebach, im Blattabschnitt links oben

Der Weiler liegt in der Region Westallgäu an der Bundesstraße 12, die den Ort teilt. Der südliche Teil (⊙) ist ein Weiler der bayerischen Gemeinde Maierhöfen, der nördliche Teil (⊙) ist ein Weiler in der württembergischen Stadt Isny im Allgäu auf der Gemarkung Neutrauchburg.

## Ortsname
Der Ortsname setzt sich aus dem mittelhochdeutschen Bestimmungswort swin für Schwein sowie dem Grundwort -bach zusammen und bedeutet (Siedlung am) Bach, an dem Schweine leben.

## Geschichte
Schweinebach wurde erstmals im Jahr 1345 als Swinobach erwähnt. Ab 1491 gehörte Schweinebach zur Stadt Isny. Im Jahr 1788 wurde die Marien- und Rochuskapelle als Pestkapelle erbaut. Auf dem Messtischblatt Nr. 8326 „Isny“ von 1920 war der Ort bereits beidseitig der heutigen Bundesstraße 12 als Schweinebach mit insgesamt etwa einem Dutzend Gebäuden verzeichnet.

## Baudenkmäler
Siehe auch: Liste der Baudenkmäler in Schweinebach